# 21-ва Вафен планинска дивизия от СС Скендербег (1-ва албанска)
21-ва Вафен планинска дивизия от СС „Скендербег“ (1-ва албанска) (на немски: 21. Waffen-Gebirgs-Division der SS „Skanderbeg“ (albanische Nr. 1)) е дивизия, влизаща в състава на войските на СС, действала през 1944 година срещу партизаните в Югославия.
21-ва планинска дивизия е съставена главно от албанци мюсюлмани с немски офицерски състав, като нейна основа става организацията Бали Комбътар. През лятото на 1944 година ѝ е възложена охраната на хромовите мини в Косово, където е подложена на силен натиск от страна на партизаните и голяма част от личния ѝ състав дезертира. През ноември същата година е присъединена към 7-а СС доброволческа планинска дивизия „Принц Ойген“.

## История
На 7 април 1939 г., пет месеца преди началото на Втората световна война, Италия нахлува в Албанското кралство. Страната е окупирана само за пет дни, след което Националното конституционно събрание на Албания провъзгласява лична уния с Кралство Италия, а Виктор Емануил III – за крал на Албания. За непосредственото управление на страната е назначен вицекрал.
На 6 април 1941 г. започва войната на Оста срещу Югославия, в която към италианска Албания са присъединени частите на Югославия Вардарска и Моравска бановина, както и Косово. Албанците, живеещи на присъединените територии, приветстват тази стъпка на италианските власти.